# Cotu Vameș, Neamț
Cotu Vameș este un sat în comuna Horia din județul Neamț, Moldova, România.

## Geografie
Localitatea este situată în sudul orașului Roman, la confluența râului Moldova cu râul Siret. Satul are o populație de 3.254 locuitori, predominant ortodoxă.

## Personalități
- Otilia Cazimir (1894-1967), scriitoare, poetă, traducătoare și publicistă română

 Acest articol despre o localitate din județul Neamț este deocamdată un ciot. Puteți ajuta Wikipedia prin completarea lui.